# Wille Medyceuszy

Wille Medyceuszy w Toskanii

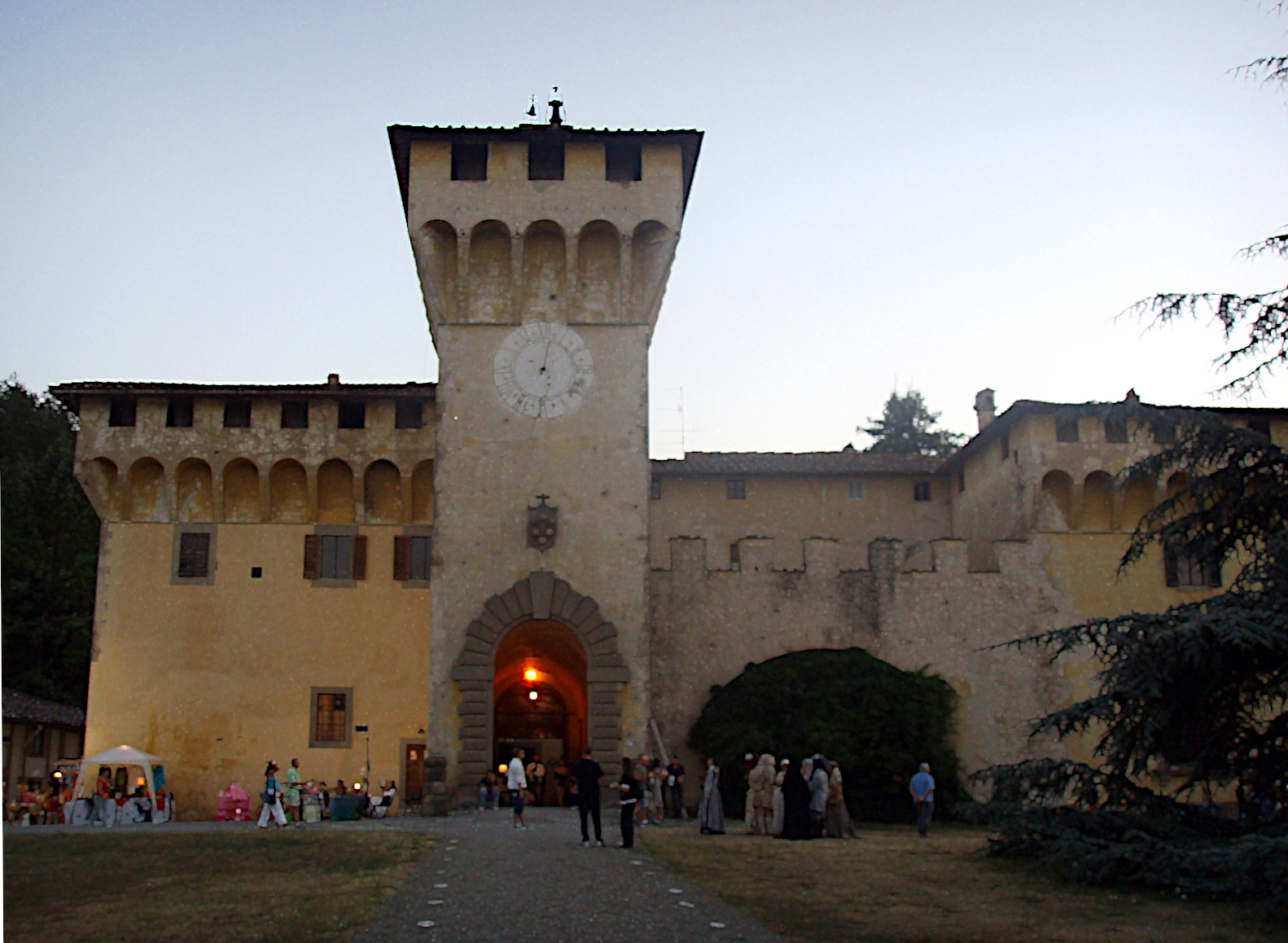
Villa di Cafaggiolo

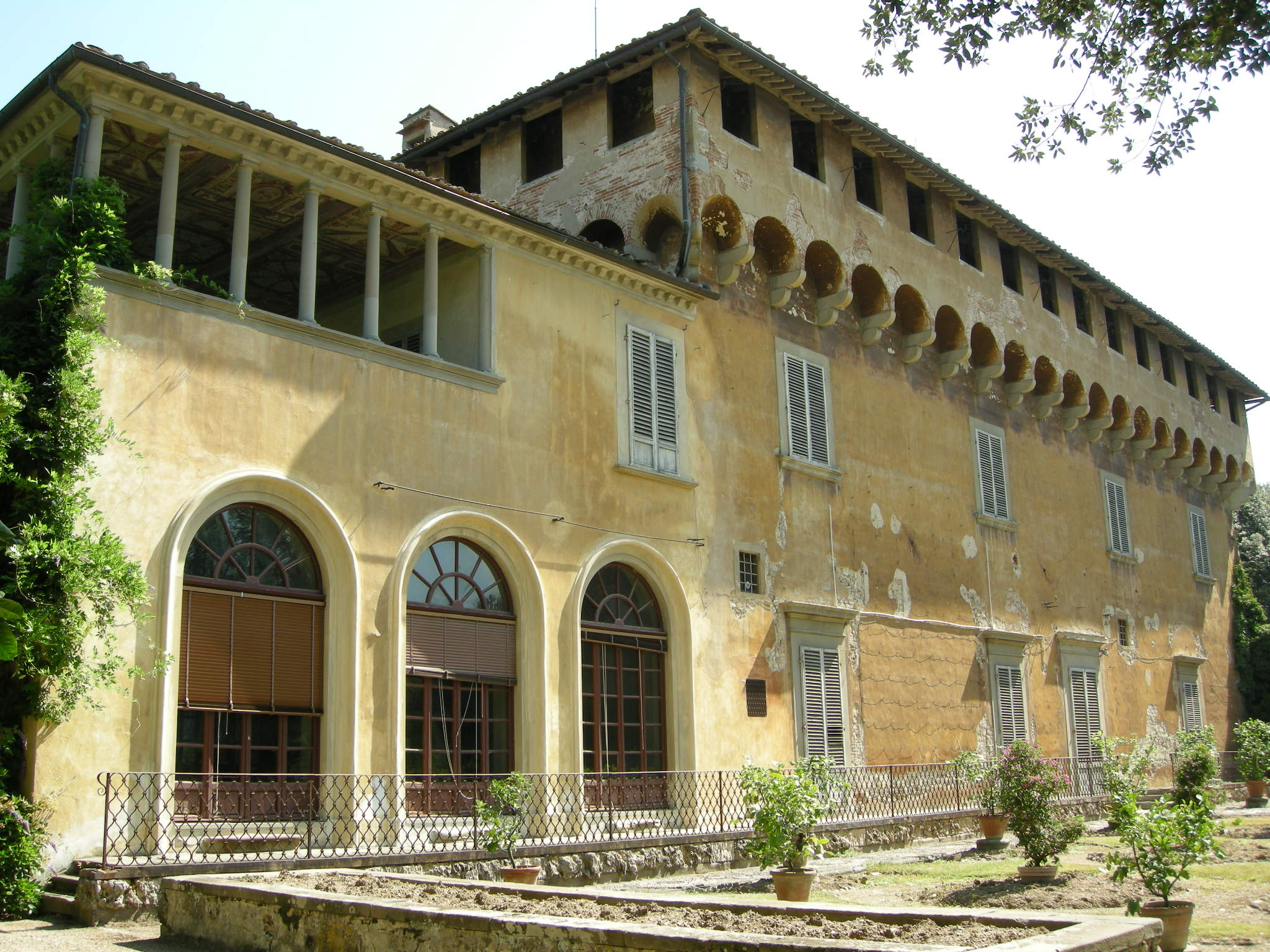
Villa di Careggi

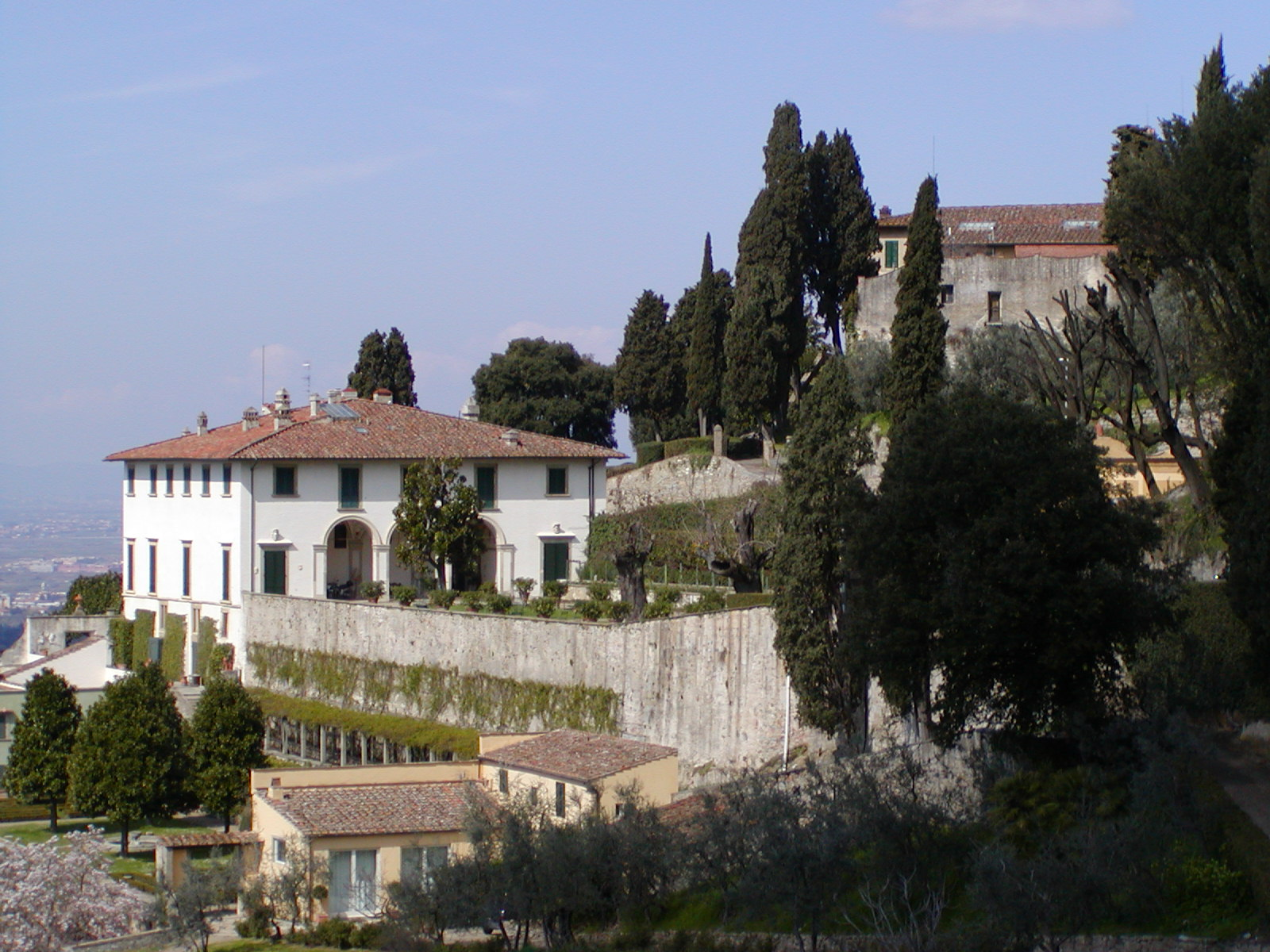
Villa Medici a Fiesole

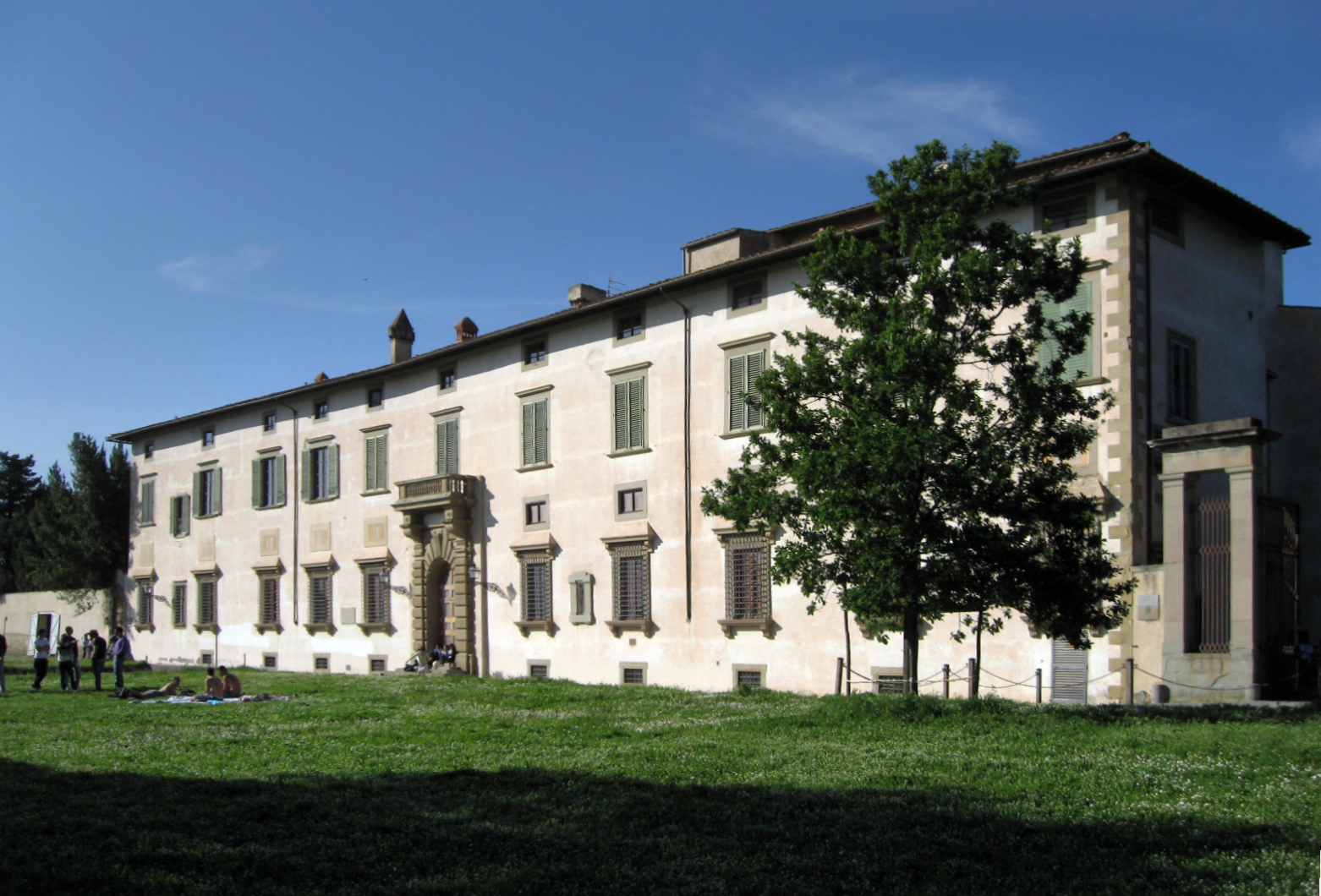
Villa di Castello

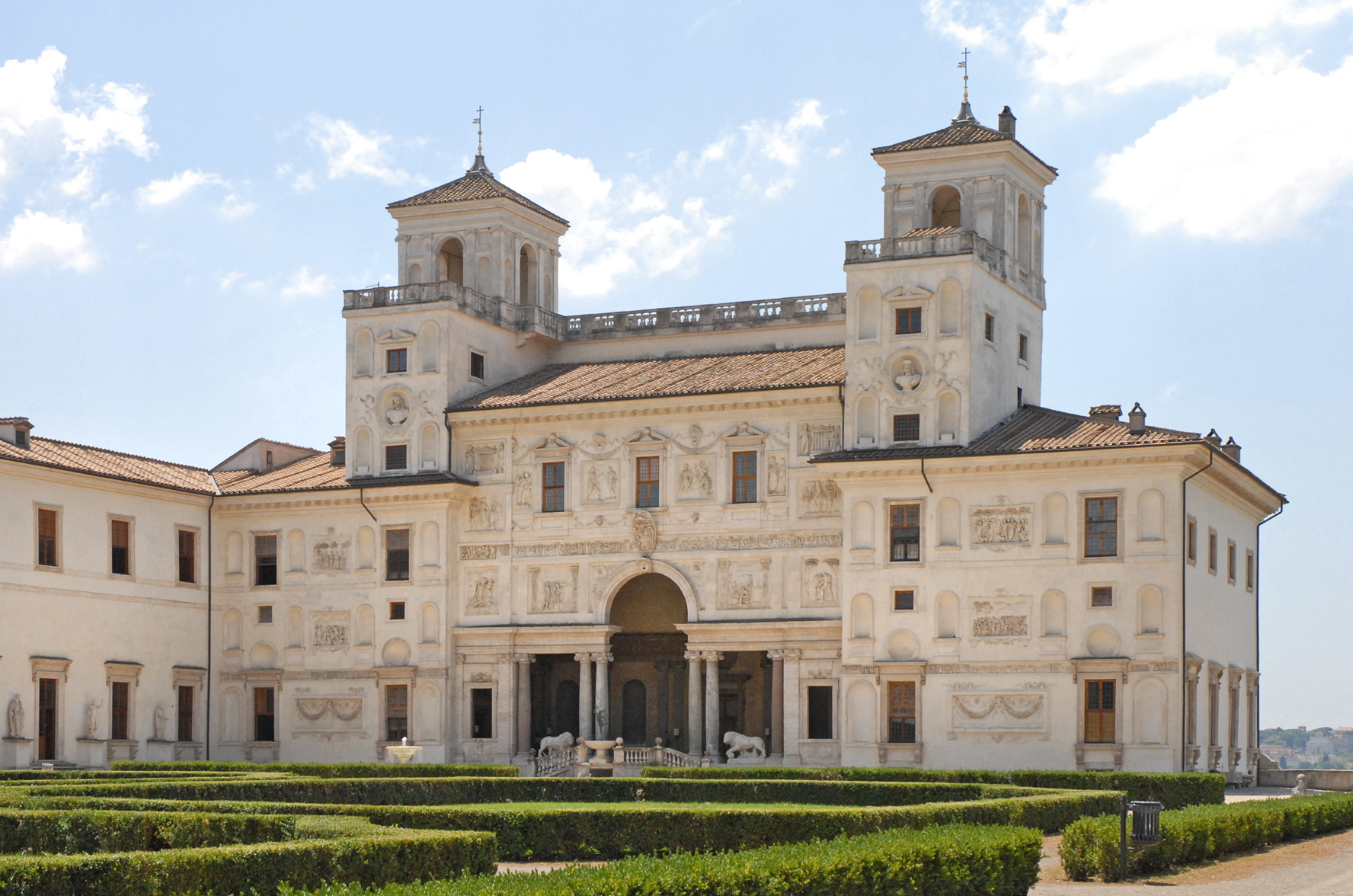
Willa Medyceuszy w Rzymie

Wille Medyceuszy (wł. ville medicee) – toskańskie wille Medyceuszy w okolicy Florencji, wybudowane między XV a XVII wiekiem.
Włoska Wikipedia wymienia 16 najważniejszych willi:
1. Villa del Trebbio
2. Villa di Cafaggiolo
3. Villa di Careggi
4. Villa Medici in Fiesole
5. Willa w Poggio a Caiano, zbudowana przez Giuliano da Sangallo
6. Villa di Castello
7. Villa di Mezzomonte
8. Villa La Petraia
9. Villa di Camugliano
10. Villa di Cerreto Guidi
11. Villa del Poggio Imperiale
12. Villa di Pratolino
13. Villa di Lappeggi
14. Villa dell'Ambrogiana
15. Villa La Magia
16. Villa di Artimino

Włoska Wikipedia wymienia również 11 mniejszych willi:
1. Villa di Collesalvetti
2. Villa di Agnano
3. Villa di Arena Metato
4. Villa di Spedaletto
5. Villa di Stabbia
6. Villa della Topaia
7. Villa di Seravezza
8. Villa di Marignolle
9. Villa di Lilliano
10. Villa di Coltano
11. Villa di Montevettolini

## Linki zewnętrzne

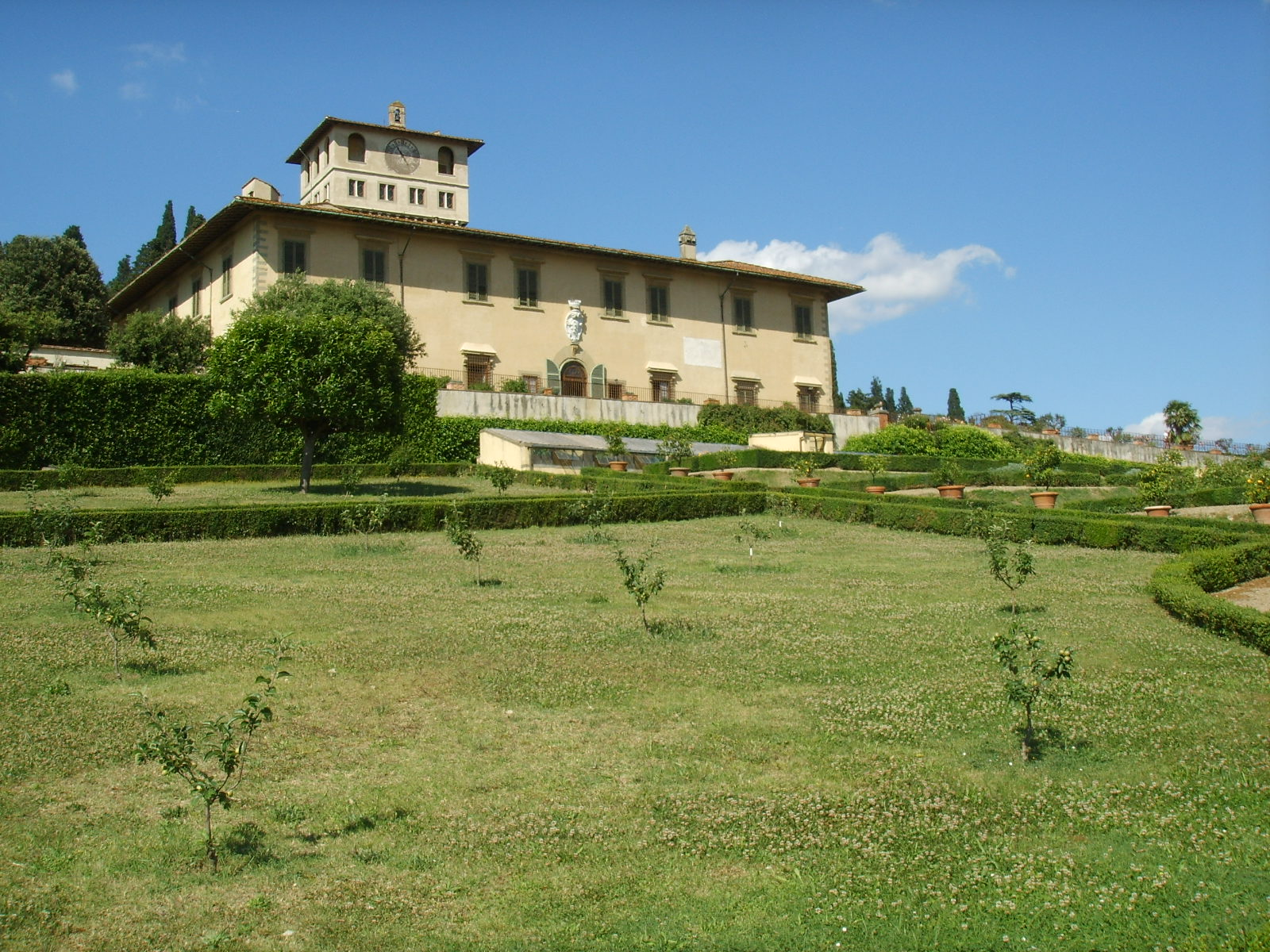
La Petraia
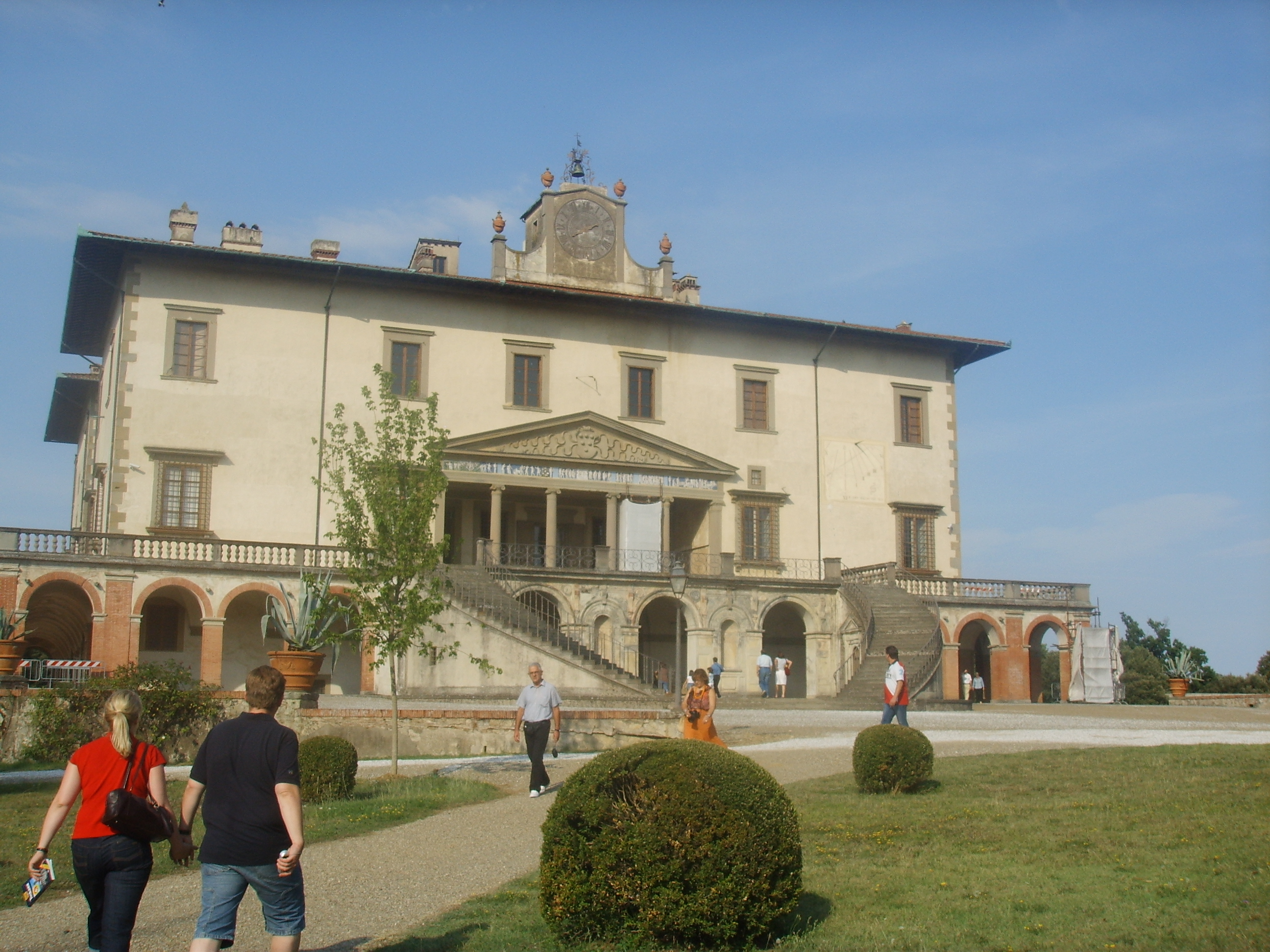
Villa di Poggio a Caiano
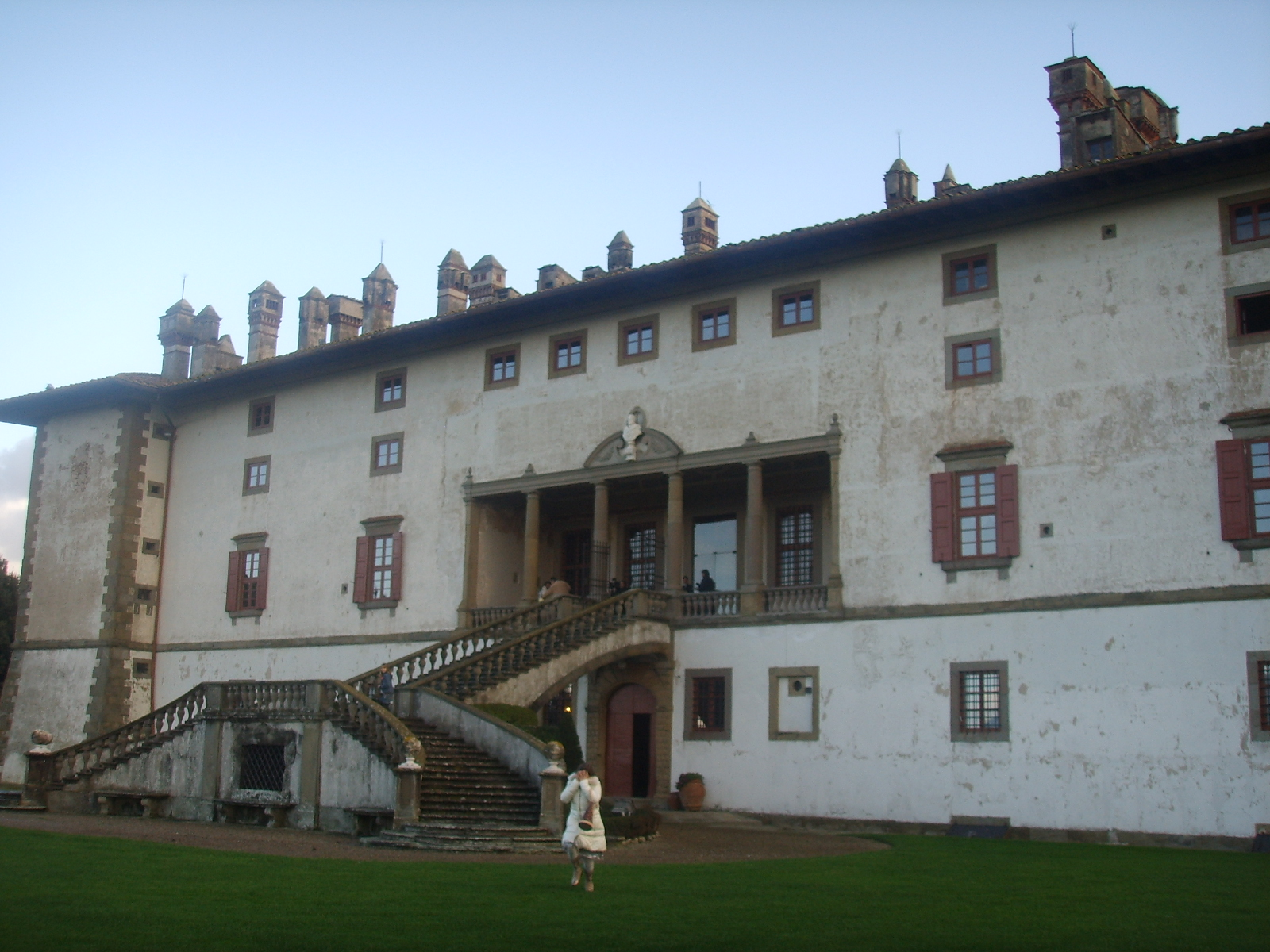
Villa di Artimino
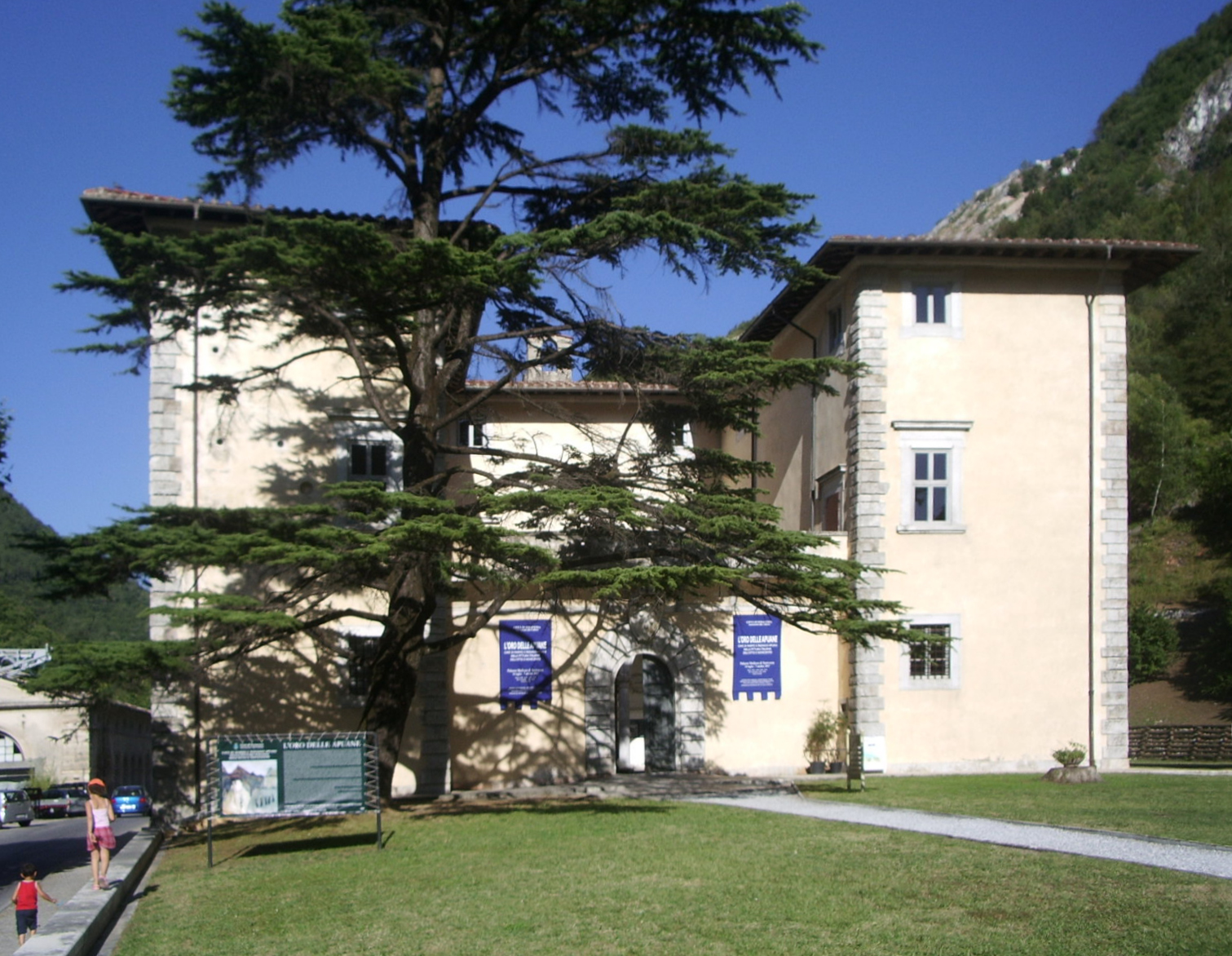
Palazzo Mediceo di Seravezza